# Musikschule Fröhlich
Die Musikschule Fröhlich wurde am 13. Januar 1977 in Eschenburg-Simmersbach von Dieter Fröhlich gegründet.
Das Franchise-Unternehmen ist eine der größten privaten Musikschulen Deutschlands beziehungsweise eine der größten Akkordeonschulen der Welt. 1982 erfolgte der Beginn als Franchise-Unternehmen mit elf Partnern. Fröhlich erhielt dafür 1997 den Deutschen Franchisepreis. Die Schule ist Mitglied im Deutschen Franchise-Verband e. V, dessen Präsident der Gründer der Musikschule ist. Das Unternehmen befand sich 2010 auf Platz 14 der größten Franchise-Unternehmen Deutschlands.
Freiberuflich tätige Franchisenehmer brauchen eine musikalische Grundausbildung oder eine pädagogische Ausbildung mit musikalischen Grundkenntnissen. Das Unterrichtskonzept sowie sämtliche Arbeitsmaterialien (Noten, Instrumente) werden zentral erstellt und organisiert; die einzelnen Lizenznehmer sind vertraglich verpflichtet, ausschließlich diese zu benutzen und zu vertreiben.

## Unterrichtskonzept
Das erste Instrument, das die Schüler lernen, ist zumeist die Melodika. Es gibt die Option, mit dem Glockenspiel zu beginnen. Diese Möglichkeit besteht jedoch nur in Verbindung mit dem Musikkundeunterricht, der im Kindergarten stattfindet. Nach dem Kindergarten kann auf die Melodika umgestiegen werden. Danach folgt das Akkordeon, das anfangs mit 30 Tasten und 60 Bassknöpfen, später mit 37 Tasten und 120 Bassknöpfen gespielt wird. Der höchste Status wird als Mitglied des Orchesters erlangt. Das Orchester hat für jedes Einzugsgebiet des Inhabers einen anderen Namen (beispielsweise Orchester Harmonika Melodies).

### Glockenspiel
In Verknüpfung mit dem Glockenspiel nehmen Schüler im Kindergarten am Musikkundeunterricht teil. Dabei lernen sie immer wieder in Verbindung mit dem Maskottchen Toffel die Noten der C-Dur-Tonleiter. In jedem Jahr werden auf verschiedenen Themengebieten die Töne durch kleine Geschichten beigebracht (z. B. Das Glockenmännlein Kling). Dabei wird das Allgemeinwissen der Kinder gefördert (z. B. im Bezug auf die Planeten des Weltalls oder bekannte Musiker und ihre historischen Bedeutungen). Die Kinder lernen zusätzlich Lieder, die von Mitarbeitern der Verwaltung für das gesamte Bundesgebiet vorgegeben werden.

### Melodika
Im Schulalter wird den Kindern das Spielen der Melodika beigebracht. Parallel lernen sie weitere Notennamen, etwas über Vorzeichen und einige bedeutende Komponisten kennen. Das Maskottchen heißt bis auf weiteres Theo.

### Akkordeonorchester / Vororchester
Nach Abschluss der Melodikaprüfung werden die Schüler zum Akkordeon weitergeleitet. Den Lernenden wird etwas über Rhythmen, Stilrichtungen und musikalischen Regeln beigebracht. Außerdem besteht die Möglichkeit, gesanglich aktiv zu werden.

## Jahresabschlusskonzert
Am Ende jedes Jahres findet ein Abschlusskonzert mit allen Stufen statt. Der Termin wird vom jeweiligen Bezirksleiter festgelegt.